# Pseuderanthemum shweliense
Pseuderanthemum shweliense är en akantusväxtart som först beskrevs av William Wright Smith, och fick sitt nu gällande namn av Cheng Yih Wu och C.C.Hu. Pseuderanthemum shweliense ingår i släktet Pseuderanthemum och familjen akantusväxter. Inga underarter finns listade i Catalogue of Life.